# Rhinopalpa tamora
Rhinopalpa tamora är en fjärilsart som beskrevs av Hans Fruhstorfer 1900. Rhinopalpa tamora ingår i släktet Rhinopalpa och familjen praktfjärilar. Inga underarter finns listade.